# Helen Kim
Kim Hwal-ran (koreanisch 김활란) (* 1899 in Incheon, Kaiserreich Korea; † 1970 in Seoul) war eine südkoreanische Politikerin, Pädagogin, Sozialaktivistin und Hochschullehrerin. Sie promovierte als erste koreanische Frau und übernahm als erste koreanische Frau 1939 die Präsidentschaft des Ewha Woman’s College. Sie gründete die nationalen YWCA Korea, die erste englischsprachige Zeitung Koreas und war koreanische Vertreterin bei den Vereinten Nationen und der UNESCO.

## Leben und Werk

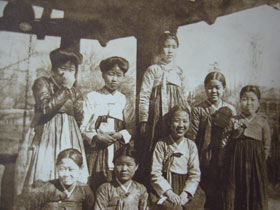
Helen Kim während ihrer Grundschulzeit an der Ewha School

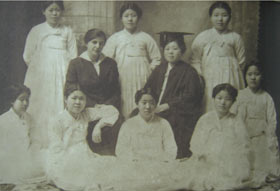
Abschlussfoto der Abteilung der Ewha Hakdang-Universität, 1918

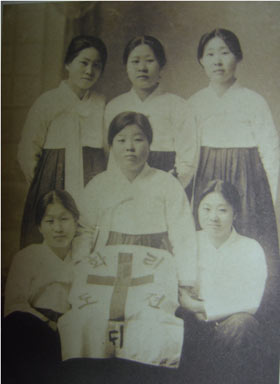
Ewha Mission University, 1922

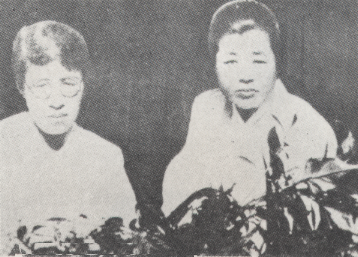
Kim Hwal-ran (rechts) und Kim Pil-rye (links), Professorinnen an der Ewha Womans University

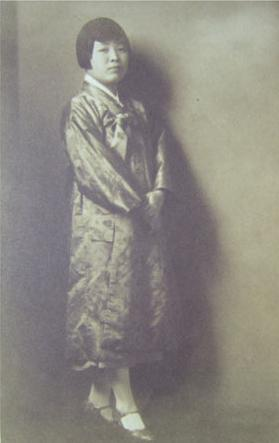
Kim Hwal-ran mit kurzen Haaren, 1928

Kim wurde in Incheon als fünfte Tochter von acht Kindern von Kim Jin-yeon und Park To-ra geboren. Unter dem Einfluss ihrer religiösen Mutter ließ sich die gesamte Familie taufen, als Kim Hwal-ran sieben Jahre alt war. Hwalan Kim erhielt den Taufnamen Helen. Als sie in die Schule kam, änderte sie ihren Taufnamen Helen in Hwalan. Kim besuchte ab 1907 die Ewha Methodist School in Seoul und erhielt 1918 ihren Abschluss an der Ewha Hakdang University. Sie unterrichtete dann als Lehrerin. Im April 1922 nahm sie zusammen mit Kim Pil-rye an der Weltchristlichen Studentenkonferenz in Peking teil, bei der die koreanische YMCA-Föderation gegründet wurde. 1923 gründete sie zusammen mit Kim Pil-rye und Yoo Gak-gyeong die Joseon Young Women's Christian Associations Association (YWCA).
Sie reiste in die USA, wo ihr weiteres Studium von der Interimspräsidentin des Ewha College, Jeannette Walter, und dem amerikanischen methodistischen Bischof und Missionar in Korea von 1916 bis 1928, Herbert Welch, unterstützt wurde. Sie studierte ab 1923 an der Ohio Wesleyan University und erhielt dort 1924 einen Bachelor-Abschluss. Anschließend wechselte sie an die Fakultät für Philosophie der Boston University und erwarb 1926 einen Master-Abschluss mit der Masterarbeit: The Relation Between Philosophy and Religion. 1931 promovierte sie mit Unterstützung der Ewhas Präsidentin Alice Rebecca Appenzeller als erste koreanische Frau an der Graduate School for Philosophy der Columbia University mit der Dissertation: Rural Education for the Regeneration of Korea.

## Präsidentin der Ewha Womans University
1931 kehrte sie nach Korea zurück und wurde 1931 Dekanin des Ewha Colleges. Am 11. April 1939 trat sie im Einklang mit der Politik des japanischen Generalgouverneurs von Korea, westliche Direktoren christlicher Schulen durch Koreaner zu ersetzen, die Nachfolge von Appenzeller an und wurde Direktorin des Ewha Women's College und der Ewha Nursery School. Die Ewha Womans University erhielt als erste Universität einen Antrag auf Hochschulakkreditierung und wurde 1946 unter dem Namen Ewha Womans University zu einer Volluniversität erhoben. Wegen des Ausbruchs des Koreakrieges weniger als fünf Jahre später musste der Sinchon-Campus geräumt und provisorische Unterkünfte in Pusan eingerichtet werden. Nach dem Waffenstillstand kehrte sie nach Sinchon zurück und baute die Universität wieder auf und ergänzte weitere Schulen und ein Krankenhaus. Unter ihrer Führung entwickelte sich die Ewha Womans University zur größten Frauenuniversität der Welt. Als Kim 1961 als Präsidentin in den Ruhestand ging, waren an der Universität 7000 Studentinnen und 65 Doktoranden eingeschrieben.

## Gründung der Korea Times
1950 übernahm Kim das Amt der Ministerin für öffentliche Information und gründete aus Sorge, dass sich der Krieg verlängern würde, die Wartime National Public Relations Diplomatic Alliance, eine private diplomatische Organisation. Sie besuchte US-Präsident Harry S. Truman und drückte die Dankbarkeit des koreanischen Volkes für die Entsendung von UN-Truppen aus. Um die Kommunikation mit den Vereinigten Staaten zu erleichtern, wurde sie Gründerin und Herausgeberin von The Korea Times, einer englischsprachigen Zeitung, die noch heute erscheint. Am 1. November 1950 erschien die Zeitung als zweiseitige Boulevardzeitung und mehr als die Hälfte der Kopien wurde an die Front geschickt. Am 25. November trat Kim von ihrem Amt als Direktorin des Amtes für öffentliche Information zurück, um wieder als Präsidentin der Ewha Womans University zu fungieren.
Unterdessen drängte die Bedrohung durch die nordkoreanische Armee die Einwohner Seouls erneut aus der Hauptstadt. Anfang Januar 1951 zogen daher die Mitarbeiter der Zeitung nach Busan, bis sie 1953 in die Hauptstadt zurückkehrten. The Korea Times stand bis zum Sommer 1952 unter der Führung von Kim Sang-yong, als dieser plötzlich verstarb. Kim wurde am 5. Juli 1951 zur Präsidentin und Herausgeberin in der Zeitung ernannt und legte den Grundstein für den eigenständigen Stand der Zeitung. Aufgrund zunehmender wirtschaftlicher Schwierigkeiten nach der Kürzung der staatlichen Fördermittel wandelte Kim die Zeitung in eine Aktiengesellschaft um. Im Dezember 1953 übergab sie die Leitung an Chang Ki-young, den damaligen Präsidenten einer der ältesten Tageszeitungen.
Im August 1948 wurde sie zur Vertreterin Koreas bei der Generalversammlung der Vereinten Nationen ernannt und nahm mehrmals an der Generalversammlung der Vereinten Nationen teil. 1955 war sie Vizepräsidentin des Koreanischen Roten Kreuzes und Vorsitzende der Korea-American Foundation. Von Dezember 1959 bis Februar 1970 war sie Präsidentin des Korean Women's Organization Council.
Auch nach ihrer Pensionierung im Jahr 1961 setzte sie sich als Vorstandsvorsitzende der Ewha Womans University weiterhin für die Entwicklung der koreanischen Frauenbildung und der Evangelisierungsbewegung in Korea ein. Für ihre Beiträge zur Stärkung der Rechte der Frauen und zur Förderung ihrer Bildung erhielt sie zahlreiche Auszeichnungen.

## Auszeichnungen (Auswahl)
- 1949: Ehrendoktorwürde der Boston University[12]
- 1963: Republic of Korea Award[13]
- 1963:  Asiens Magsaysay Award
- 1963: Attic Award
- posthum die Korea First Class Diplomatic Service Medal
- Helen-Kim-Gedächtnisstipendium, das eine Ausbildung zur Führungskräfteentwicklung für junge Frauen bietet[14]